# Stora Ursen
Stora Ursen är en sjö i Ludvika kommun i Dalarna och ingår i Norrströms huvudavrinningsområde. Sjön har en area på 1,04 kvadratkilometer och ligger 294,1 meter över havet. Sjön avvattnas av vattendraget Ursån. Vid provfiske har bland annat abborre, gädda, lake och mört fångats i sjön.

## Delavrinningsområde
Stora Ursen ingår i det delavrinningsområde (668045-143282) som SMHI kallar för Utloppet av Stora Ursen. Medelhöjden är 348 meter över havet och ytan är 15,57 kvadratkilometer. Det finns inga avrinningsområden uppströms utan avrinningsområdet är högsta punkten. Ursån som avvattnar avrinningsområdet har biflödesordning 4, vilket innebär att vattnet flödar genom totalt 4 vattendrag innan det når havet efter 308 kilometer. Avrinningsområdet består mestadels av skog (78 procent). Avrinningsområdet har 0,99 kvadratkilometer vattenytor vilket ger det en sjöprocent på 6,4 procent.

## Fisk
Vid provfiske har följande fisk fångats i sjön:
- Abborre
- Gädda
- Lake
- Mört
- Siklöja